# ФЭД-5
ФЭД-5 — малоформатный дальномерный фотоаппарат со сменными объективами, выпускавшийся Харьковским производственным машиностроительным объединением «ФЭД» с 1977 года до начала 1990-х. Вторая модель унифицированной одноимённой линейки, в которую также входили камеры «ФЭД-5В» и «ФЭД-5С». Дальнейшее развитие модели «ФЭД-4» с курковым взводом затвора.

## Технические характеристики
- Тип применяемого фотоматериала — фотоплёнка типа 135 в стандартных кассетах. Размер кадра — 24×36 мм.
- Корпус — металлический, со съёмной задней стенкой.
- Курковый взвод затвора и перемотки плёнки. Курок имеет транспортное и рабочее положения. Обратная перемотка фотоплёнки выдвижной цилиндрической головкой.
- Счётчик кадров автоматически сбрасывающийся при снятии задней стенки фотоаппарата.
- Штатный объектив — «Индустар-61 Л/Д» 2,8/55, просветлённый.
- Присоединительные размеры для насадок:
  - гладких — 42 мм;
  - резьбовых (светофильтров) — М40,5×0,5 мм.
- Фотографический затвор обеспечивает следующие выдержки: 1/500, 1/250, 1/125, 1/60, 1/30, 1/15, 1/8, 1/4, 1/2, 1 с и «B» — длительную выдержку.
- Видоискатель сопряжён с дальномером, база дальномера 43 мм. Имеется механизм диоптрийной коррекции (в пределах ± 2 диоптрий).
- Синхроконтакт «X», выдержка синхронизации 1/30 с и более. На камерах ранних выпусков отсутствовал центральный синхроконтакт.
- Встроенный несопряжённый селеновый фотоэкспонометр.
- Автоспуск — механический.
- Резьба штативного гнезда — 1/4 дюйма.

Фотоаппарат «ФЭД-5» в 1980-е годы стоил 77 рублей.

## Фотоаппараты одноимённой серии
- «ФЭД-5В» — экспонометр отсутствовал, обратная перемотка плёнки «рулеткой».
- «ФЭД-5С» — модель с экспонометром, отсутствует механизм диоптрийной коррекции видоискателя, вместо него появились подсвеченные кадроограничительные рамки.

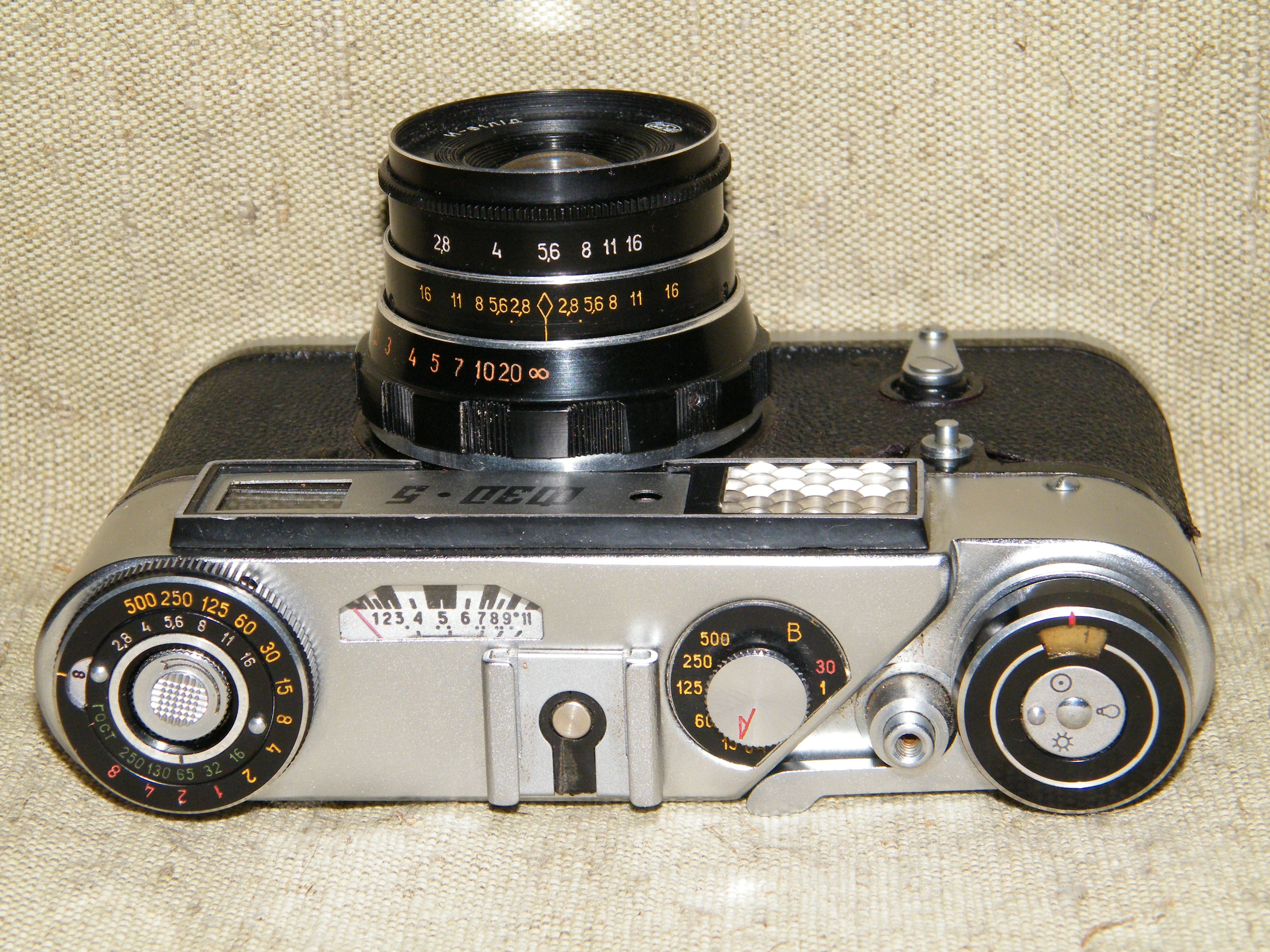
Верхняя панель
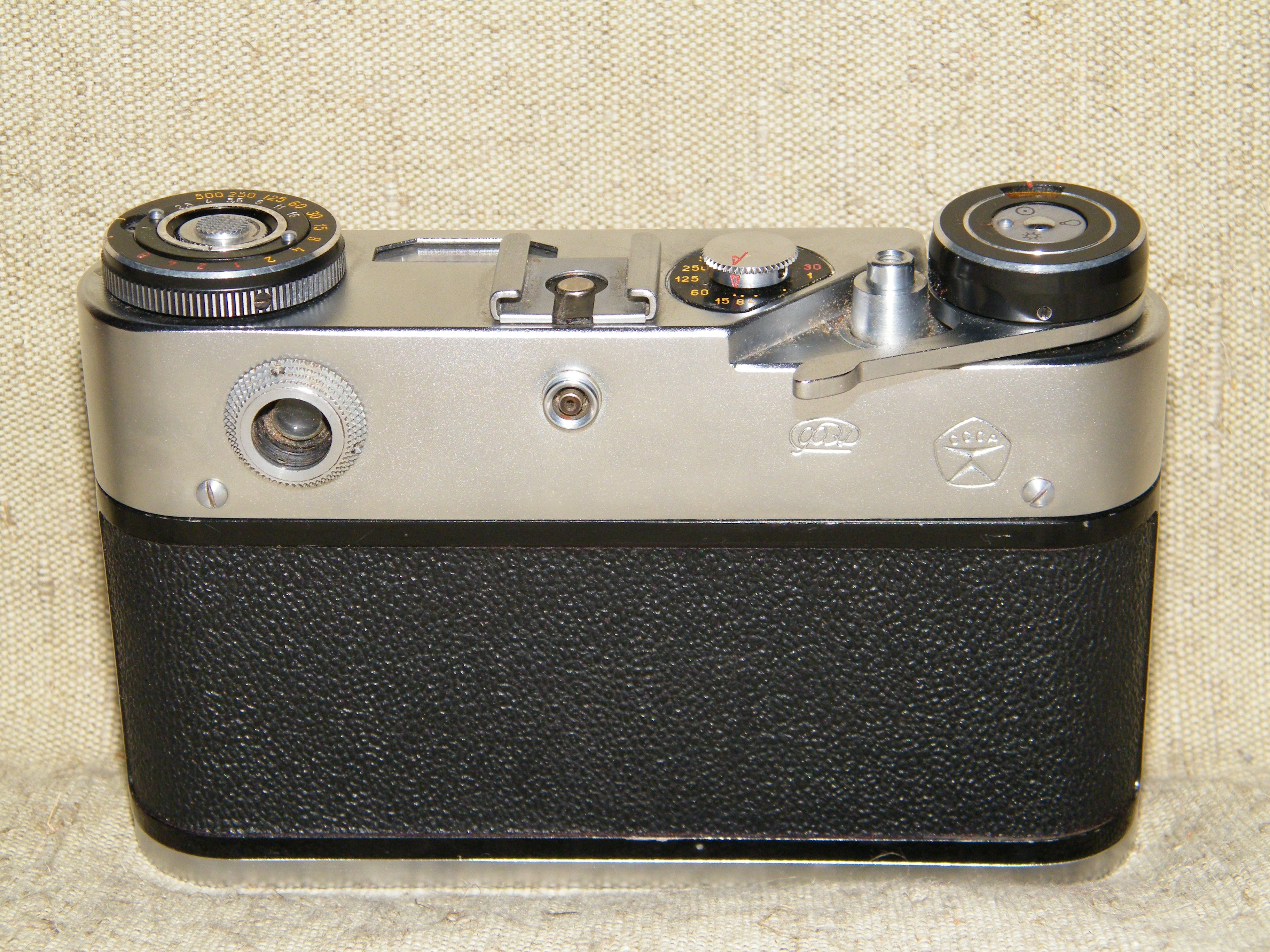
Вид сзади
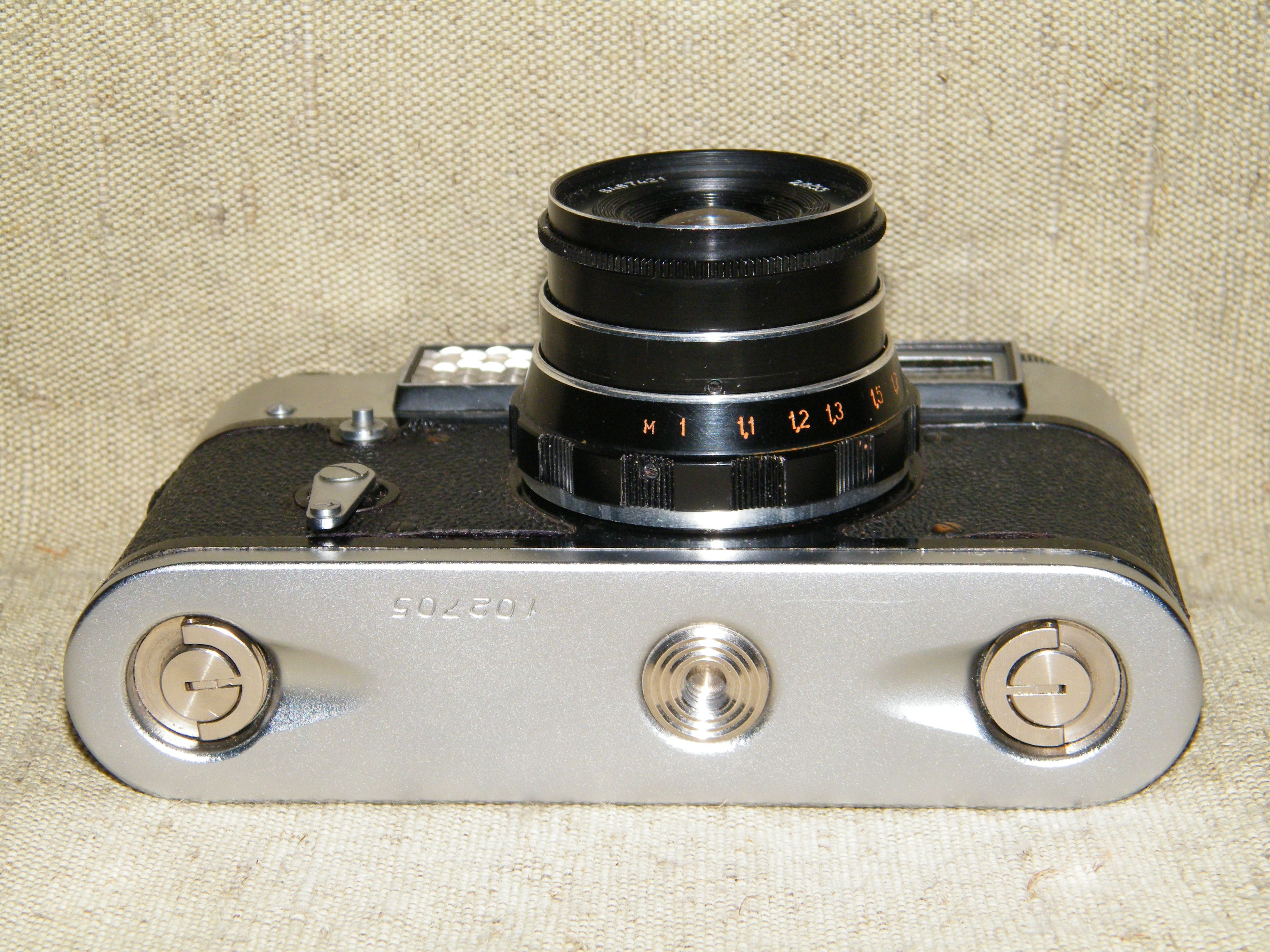
Нижняя панель
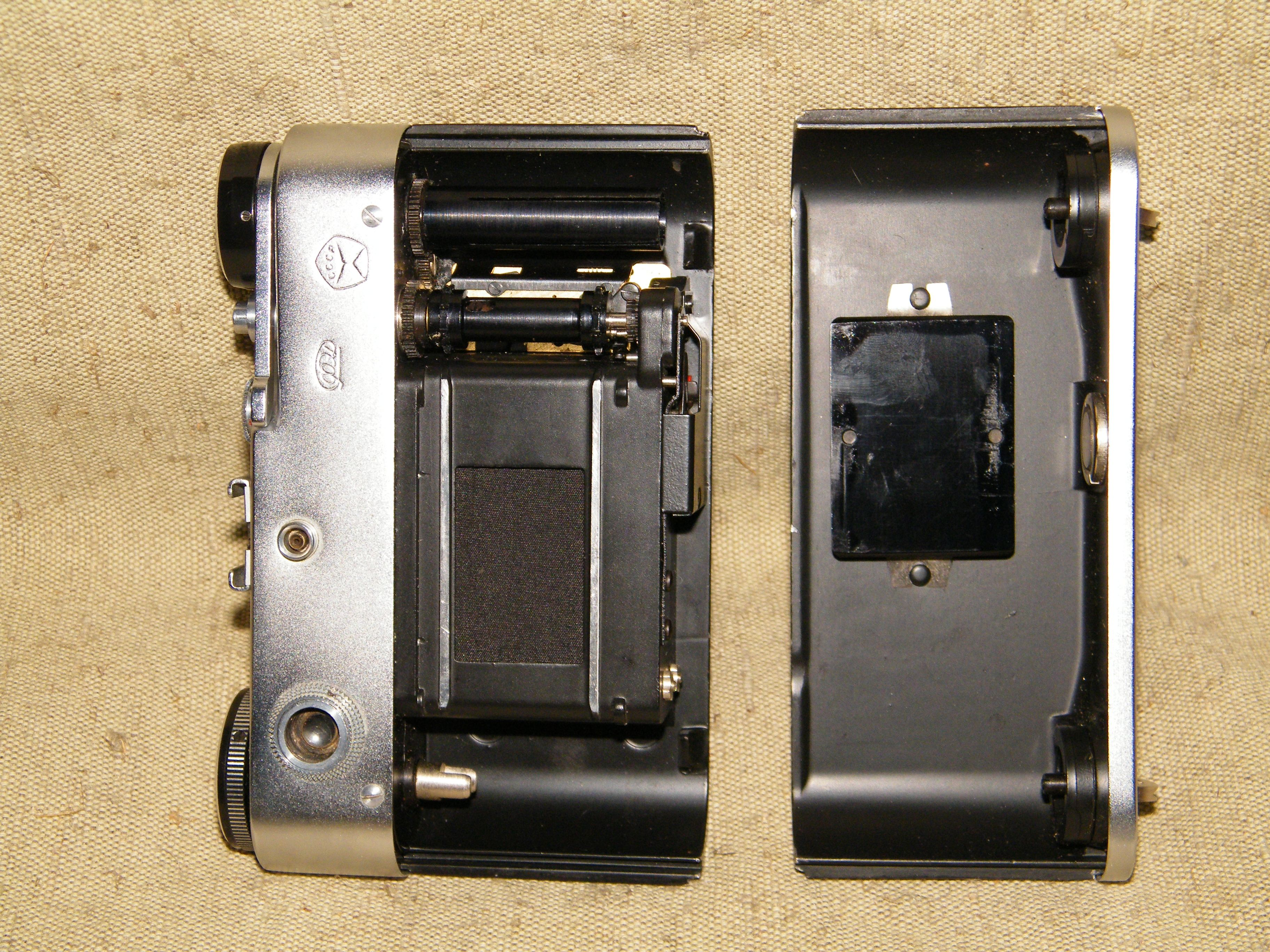
Задняя стенка снята